# Круглица (Могилёвская область)
Кру́глица (бел. Кругліца) — деревня в составе Обидовичского сельсовета Быховского района Могилёвской области Республики Беларусь.

## Население
- 2010 год — 7 человек